# Fúlvio José Carlos Pileggi
Fúlvio José Carlos Pileggi (São Carlos, 13 de julho de 1927 – São Paulo, 4 de abril de 2021) foi um médico, pesquisador e professor universitário brasileiro. 
Comendador e Grande Oficial da Ordem Nacional do Mérito Científico e membro titular da Academia Nacional de Medicina, Fúlvio foi diretor-geral do Instituto de Cardiologia da USP de 1982 a 1997 e responsável direto pelo desenvolvimento de uma das maiores instituições da cardiologia mundial.

## Biografia
Nascido em São Carlos, no interior paulista, em 1927, Fúlvio se formou pela Faculdade de Medicina da Universidade de São Paulo (USP) em 1947. Fez internato e residência no Hospital das Clínicas e ganhou uma bolsa de estudos da Fundação Rockefeller para estagiar no Instituto Nacional de Cardiologia do México, na época um dos centros mais importantes da cardiologia mundial.
Ao retornar do México, defendeu doutorado em 1963 e entrou na equipe clínica de Luiz Venere Décourt (1911-2007), chefe do Serviço de Cirurgia Cardíaca do Hospital das Clínicas FMUSP, onde conviveu com outro cardiologista da instituição, Euryclides de Jesus Zerbini (1912-1993). Décourt e Zerbini foram os responsáveis por unificar as áreas clínica e cirúrgica de cardiologia no Hospital das Clínicas, enquanto Fúlvio foi o responsável pelo desenvolvimento científico para o surgimento do InCor.
Fúlvio se aposentou 1997, quando era professor titular de Cardiologia, chefe do Departamento de Cardiopneumologia na Faculdade de Medicina da USP e diretor-geral do InCor. Ao longo de 59 anos de exercício na medicina, manteve-se atuando na cardiologia clínica e na pesquisa científica, tendo publicado cerca de 488 artigos em revistas científicas nacionais e 233 em periódicos internacionais.

## Morte
Fúlvio morreu em 4 de abril de 2021, na capital paulista, aos 93 anos.